# Lanius newtoni
El alcaudón de Santo Tomé (Lanius newtoni) es una especie de ave paseriforme de la familia de los alcaudones (Laniidae). Es endémica de la isla de Santo Tomé y en grave peligro de extinción. Parece que habita en los bosques primarios cerrados en zonas bajas y de mediana altitud.

## Descripción
Mide entre 20 y 21 cm. Es negro en sus partes superiores con una mancha blanca, a veces tiznada de amarillo, en las escapulares (hombro). Todas sus partes inferiores, desde el babero hasta debajo de la cola es de un color amarillo pálido. Tiene una cola larga, negra en el centro y con cada vez más blanco en las partes exteriores.
Tiene un silbido claro y que repite a menudo tipo "tiuh tiuh" y un potente "tsink tsink" metálico.

## Estado de conservación
El primer registro de esta especie fue en 1888, el siguiente en 1928, y no se tuvieron más noticias de la especie hasta su redescubrimiento en 1990. A partir de 1994 se han realizado avistamientos regulares de esta especie.
Su población es desconocida, pero se estima en unos 50 ejemplares. Las amenazas a esta especie son la introducción de predadores del continente (ratas, monos, comadrejas, etc), la destrucción de su hábitat para convertirlo en plantaciones de cacao y café, y las molestias por parte del hombre.